# Centropages velificatus
Centropages velificatus är en kräftdjursart som först beskrevs av Oliveira 1947.  Centropages velificatus ingår i släktet Centropages och familjen Centropagidae. Inga underarter finns listade i Catalogue of Life.